# Miconia peruviana
Miconia peruviana är en tvåhjärtbladig växtart som beskrevs av Célestin Alfred Cogniaux. Miconia peruviana ingår i släktet Miconia och familjen Melastomataceae. Inga underarter finns listade i Catalogue of Life.